# جوناثان سيمون
جوناثان سيمون (بالإنجليزية: Jonathan Simon)‏ هو عالم اجتماع أمريكي، ولد في 1959.